# Музичко такмичење
Музичка такмичења представљају јавне, често медијски пропраћене догађаје на којима стручни жири и/или публика оцењују и рангирају музичке извођаче (певаче, инструменталисте), ансамбле (бендове, оркестре, хорове), композиторе или појединачне композиције. Овакви догађаји имају дугу историју и присутни су у готово свим музичким жанровима и културама, служећи као платформа за представљање талената, промоцију музике, подстицање изврсности и забаву.

## Историјат музичких такмичења
Такмичарски дух у музици стар је колико и сама музика.
- Античко доба: У античкој Грчкој, музичка надметања (агони) била су саставни део Питијских и других панхеленских игара, где су се аеди, рапсоди и инструменталисти такмичили у извођењу химни, епских песама и инструменталних композиција.[2]
- Средњи век и Ренесанса: Трубадури, трувери и минезенгери у средњовековној Европи често су се надметали у песничким и музичким вештинама на дворовима и фестивалима. У Немачкој су постојала такмичења мајстора певача (Meistersinger).
- Барок и класицизам: Иако формална такмичења нису била толико распрострањена као данас, постојала су надметања у импровизацији међу оргуљашима и другим инструменталистима (нпр. чувено надметање Баха и Луја Маршана). Појављују се и прва такмичења за добијање престижних позиција, попут капелмајстора.
- XIX век: Са успоном грађанске класе и развојем концертног живота, јављају се прва модерна инструментална такмичења и награде (нпр. Prix de Rome за композицију у Француској).
- XX и XXI век: Овај период доноси експлозију музичких такмичења у свим жанровима, подстакнуту развојем радија, телевизије и интернета. Оснивају се велика међународна такмичења у класичној музици, као и популарни фестивали и телевизијски шоу програми такмичарског карактера.

## Врсте музичких такмичења
Музичка такмичења се генерално могу поделити на две велике групе: такмичења у избору песама (композиција) и такмичења талената (извођача). Такође се могу класификовати према музичком жанру.

### Такмичења у класичној (уметничкој) музици
Ова такмичења су обично усмерена на висок ниво техничке вештине и уметничке интерпретације.
- Инструментална такмичења: За пијанисте (нпр. Међународно Шопеново такмичење у Варшави, Такмичење Чајковски у Москви), виолинисте (нпр. Такмичење Краљице Елизабете у Бриселу, Такмичење "Паганини" у Ђенови), виолончелисте, гитаристе, дуваче, итд.
- Вокална (певачка) такмичења: За оперске и концертне певаче (нпр. "Operalia", "BBC Cardiff Singer of the World").
- Композиторска такмичења: За оригиналне композиције у различитим жанровима класичне музике.
- Такмичења камерне музике и хорска такмичења.

### Такмичења у популарној музици
Ова категорија је изузетно разноврсна и често медијски веома пропраћена.
- Фестивали такмичарског карактера (избор песама): Најпознатији примери су италијански Фестивал у Санрему (од 1951), који је послужио као инспирација за Песму Евровизије (од 1956), највеће светско музичко такмичење уживо.[3]
- Телевизијски талент шоу програми: Глобално популарни формати који трагају за новим певачким (а понекад и другим музичким) талентима. Најпознатији светски серијали су Idol (покренут у УК као Pop Idol 2001), X Factor, Got Talent (који укључује и друге таленте поред музичких), The Voice. Ови формати имају своје верзије у многим земљама.
- "Битке бендова" (Battle of the Bands): Такмичења рок, поп или других бендова, често на локалном или клупском нивоу.

### Такмичења у џез и народној (традиционалној) музици
- Многи џез фестивали (нпр. Монтре џез фестивал) имају такмичарске секције за младе џез музичаре или бендове.
- Такмичења у народној (традиционалној) музици су специфична за сваку културу и могу укључивати надметања у певању, свирању традиционалних инструмената или извођењу традиционалних форми (нпр. сабори трубача, гајдаша, певачких група).

## Организација и оцењивање
Музичка такмичења организују различите институције: државне установе, јавни сервиси, приватне продукцијске куће, фестивалске организације, струковна удружења. Процес оцењивања варира:
- Стручни жири: Састављен од угледних композитора, извођача, музиколога, педагога, продуцената или музичких критичара.
- Гласање публике: Путем телефона, СМС порука, онлајн гласања или директно на догађају.
- Комбиновано гласање: Често се користи комбинација гласова жирија и публике (нпр. на Песми Евровизије).

Критеријуми оцењивања зависе од врсте такмичења и могу укључивати техничку вештину, уметничку интерпретацију, оригиналност, сценски наступ, харизму, квалитет композиције.

## Значај и утицај
Музичка такмичења имају значајан утицај на музички живот и индустрију:
- Откривање и афирмација талената: Многи познати музичари започели су своје каријере на такмичењима.
- Промоција музичких жанрова и културне разноликости.
- Стварање медијских догађаја и забаве.
- Подстицање музичког образовања и праксе.
- Културна размена (на међународним такмичењима).

## Критике
И поред популарности, музичка такмичења су често и предмет критика због:
- Субјективности у оцењивању.
- Превеликог притиска на извођаче, посебно младе.
- Комерцијализације и фаворизовања одређених стилова или изгледа.
- Потенцијалног негативног утицаја на уметничку аутентичност и креативност.

## Музичка такмичења у Србији
Србија има богату традицију музичких такмичења у различитим жанровима. Поред националног избора за Песму Евровизије (Песма за Евровизију), бројних телевизијских талент шоу програма (попут Звезде Гранда, IDJ Show), постоје и значајна такмичења у области народне музике (нпр. Сабор трубача у Гучи, Царевчеви дани), као и уметничке музике (нпр. Међународно такмичење Музичке омладине, Такмичење соло певача "Лазар Јовановић"). Ова такмичења играју важну улогу у афирмацији домаћих талената и очувању музичке традиције.